# Arpella de Nova Guinea
L'arpella de Nova Guinea (Circus spilothorax) és un ocell rapinyaire de la família dels accipítrids (Accipitridae). Habita pastures i aiguamolls de la zona oriental de Nova Guinea. El seu estat de conservació es considera de risc mínim.
És considerada sovint una subespècie de Circus spilonotus.